# Franz Benque
Pour les articles homonymes, voir Benque (homonymie).
Franz Benque, né le 12 mars 1841 à Ludwigslust en Mecklembourg-Poméranie-Occidentale et mort le 30 mars 1921 à Villach en Carinthie, est un photographe allemand, actif à Trieste, à Hambourg et au Brésil.

## Biographie
Franz Benque a grandi à Ludwigslust, où son père Christian Benque (1811-1883) a été professeur à l'Institut grand-ducal des sourds-muets du Mecklembourg. Deux de ses cousins, Wilhelm Benque et Franz Wilhelm Benque (1857-1912), s'établiront à Paris comme photographes dans les années 1880-1890,.
Il se forme à la photographie à Güstrow auprès du peintre décorateur et photographe Carl Cuno Hersen.
Benque s'installe en 1864 dans la ville autrichienne de Trieste, où il ouvre un studio de photographie en partenariat avec l'horloger italien Guglielmo Sebastianutti (1825-1881). Il épouse la belle-fille de Sebastianutti, Isabella, en 1868. Benque et Sebastianutti reçoivent une médaille d'argent à l'Exposition universelle de 1867 à Paris.
Il revient en Allemagne en 1869 et ouvre un studio de photographie à Hambourg avec Conrad Kindermann, qui est peut-être un cousin. L'année suivante en 1870, Benque émigre avec sa famille au Brésil. Il conclut un partenariat avec Alberto Henschel (1827-1882), un Berlinois installé au Brésil depuis 1866 et propriétaire de la société "Photographia Allemã", avec des studios à Bahia et Pernambuco : les deux hommes créent à Rio de Janeiro "Henschel & Benque Photographia Allemã", qui devient l'une des entreprises de photographie les plus renommées du Brésil à la fin du XIXe siècle,.
Benque revient à Trieste en 1878 et reprend son activité avec Sebastianutti.
En 1903, il s'installe à Villach en Carinthie où il meurt en 1921.

## Expositions
- 16 octobre - 13 novembre 1997 : Sebastianutti & Benque. Fünf Fotografen. Vier Generationen. Drei Kontinente, Museum Steiermärkisches Landesmuseum Joanneum, Graz[1].
- 15 avril - 6 juin 2010 : Due fiorini soltanto : Sebastianutti e Benque fotografi a Trieste, Palazzo Gopcevich, Sala Attilio Selva, Trieste[6].

## Galerie

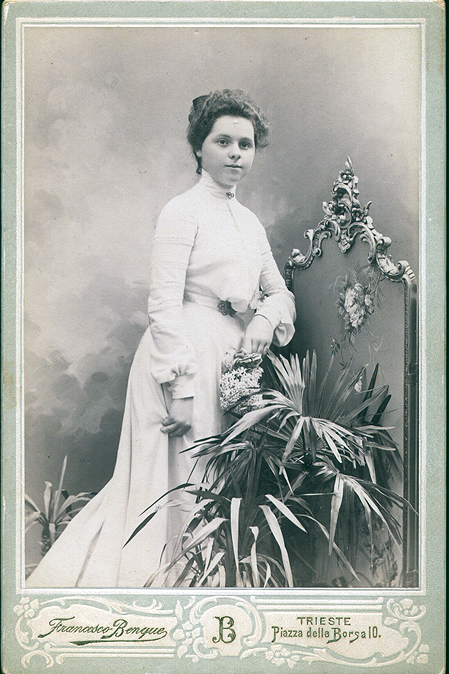
Photographie d'une femme en format portrait carte-de-visite, avec l'adresse de Benque.
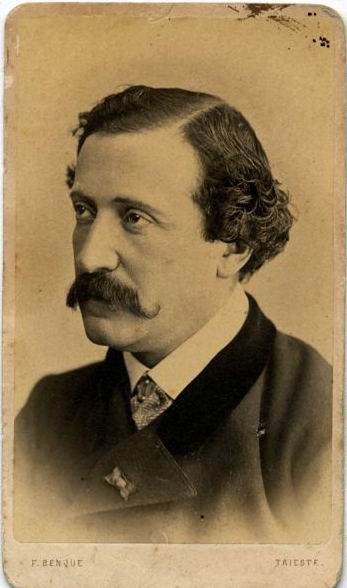
L'acteur italien Luigi Bellotti Bon (it), vers 1875.
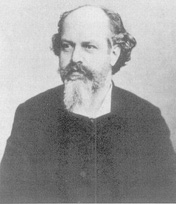
L'écrivain français Louis Gallet.
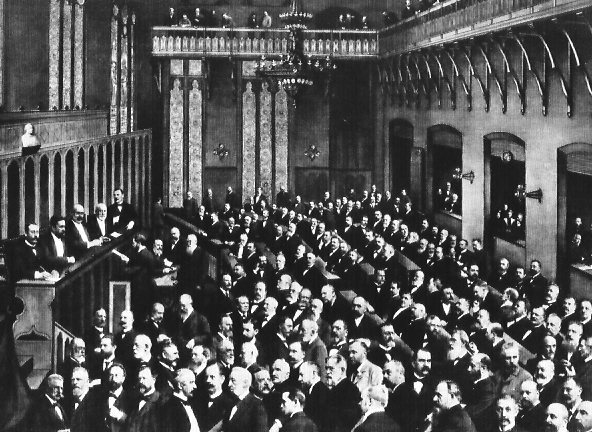
Séance du Bürgerschaft de Hambourg, 1897.
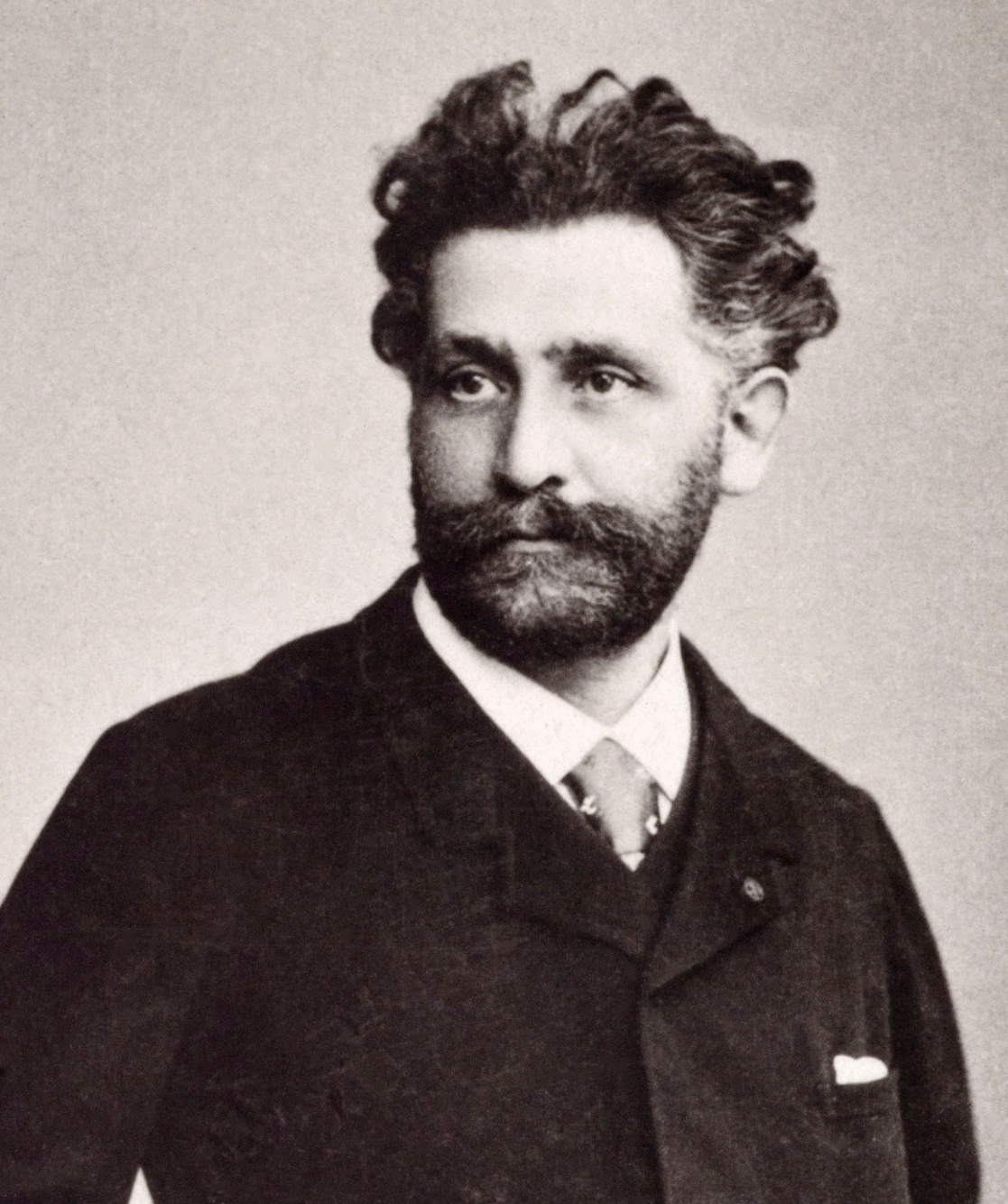
Le peintre français Tony Robert-Fleury.
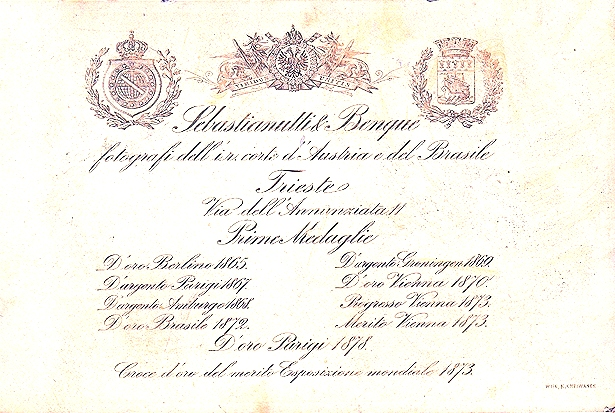
Marque commerciale de Benque et Sebastianutti.